# Godrevy
Godrevy (en cornique : Godrevy, littéralement : petites fermes) (/ ɡədriːvi / gə-Dree-vé) est une région de la côte orientale de la baie de St Ives, à l'ouest des Cornouailles (Angleterre, Royaume-Uni) et est propriété du National Trust for Places of Historic Interest or Natural Beauty.
Face à l'océan Atlantique, l'endroit est populaire auprès de la communauté des marcheurs et des surfeurs. Sur l'île de Godrevy se dresse un phare, le phare de Godrevy, géré et entretenu par le service des phares Trinity House et qui serait la source d'inspiration pour Virginia Woolf pour son roman La Promenade au phare (To the Lighthouse, 1927).
Godrevy se trouve dans la Cornwall Area of Outstanding Natural Beauty (en) (région des Cornouailles de beauté naturelle exceptionnelle) (AONB) et le sentier South West Coast (en) traverse le promontoire.
|                              |
| Godrevy et l'île du même nom |

|                            |
| Île de Godrevy et le phare |